# Mahavishnu Orchestra
Mahavishnu Orchestra var en musikgrupp som spelade jazz- och jazz fusionmusik mellan 1971 och 1976. Gruppen bildase i juli för att redan i augusti spela in sin första skiva. 
Gruppen grundades av gitarristen "Mahavishnu" John McLaughlin.

## Medlemmar
- John McLaughlin - enkel- och dubbelhalsad elektrisk och akustisk gitarr och gitarrsynthesizer
- Billy Cobham - trummor
- Rick Laird - elbas
- Jan Hammer - keyboards och piano
- Jerry Goodman - violin

### Senare tillskott
- Narada Michael Walden - trummor
- Ralphe Armstrong - bas
- Jean Luc Ponty - violin
- Gayle Moran - keyboards
- Steven Kindler - violin
- Stu Goldberg - keyboards
- Mitchell Forman - keyboards
- Bill Evans - sax
- Danny Gottleib - slagverk
- Jonas Hellborg - elbas

## Diskografi
- 1971 - The Inner Mounting Flame
- 1973 - Birds of Fire
- 1973 - Between Nothingness and Eternity
- 1974 - Apocalypse
- 1975 - Visions of the Emerald Beyond
- 1976 - Inner Worlds
- 1984 - Mahavishnu
- 1993 - Adventures in Radioland
- 1999 - The Lost Trident Sessions